# Panteó Mundet
El Panteó Mundet és una obra d'Arenys de Mar (Maresme) del cementiri d'Arenys de Mar realitzada per Josep Llimona.

## Descripció
Escultura que representa una dona asseguda a un sepulcre amb una actitud de pensador, recolzant el seu cap a una mà. Porta un vestit amb faldilles llargues que li tapen els peus. El cap és quasi igual que el de l'escultura que el mateix Llimona feu pel Panteó Massaguer: les dues porten el mateix pentinat, cabells llargs amb la clenxa al mig i retirats cap al cantó on hi la mà que li serveix de sustentació. També, com l'altra, manté una mirada llunyana i distant. Aquesta, però, té una sensibilitat més forta. El seu estat de conservació seria bo si no fos per uns foradets que té que són produïts per trets de balins.